# Denis d'or
Il Denis d'or (Dioniso d'oro) è uno strumento musicale inventato probabilmente intorno al 1748 dal teologo e scienziato ceco Václav Prokop Diviš nella parrocchia della città morava di Přímětice, nei pressi di Znojmo, nel sud-est dell'attuale Repubblica Ceca. Si tratta probabilmente del primo strumento musicale a fare uso di fenomeni elettrici, anche se non si tratta di uno strumento elettrofono e l'elettricità non è parte integrante del meccanismo di emissione sonora (come in altri strumenti sperimentali dell'epoca, ad esempio il clavicembalo elettrico). L'esistenza di questo strumento musicale è documentata per la prima volta nel 1753 (il teologo tedesco Johann Ludwig Fricker ne parlò nel giornale dell'università di Tubinga), ma è ragionevole credere che l'invenzione esistesse già da qualche anno, anche se gli scritti di Diviš risalenti a quel periodo non ne parlano. Dopo la morte dello scienziato, avvenuta nel 1765, l'unico esemplare di Denis d'or fu venduto, e forse spedito a Vienna, dove scomparve senza lasciare traccia. Come se non bastasse, i documenti sopravvissuti che lo riguardano sono pochi e brevi, al punto che di esso non si riesce a delineare che un'immagine molto frammentaria.
Il Denis d'or aveva 14 registri e il suo complesso meccanismo era contenuto in una cassa di legno dotata di una tastiera e un pedale o forse una pedaliera (le descrizioni in merito sono discordanti). Le dimensioni erano all'incirca 150 cm di lunghezza, largo 90 e alto 120. Sostanzialmente era un cordofono a corde percosse. La sospensione e il tiraggio delle numerose corde di metallo (si dice fossero 790) era molto complicato: l'ingegnoso meccanismo era tale che il Denis d'or poteva imitare il suono di una gran varietà di altri strumenti (arpe e liuti, altri cordofoni come il clavicembalo, e persino strumenti a fiato).
La peculiarità di questo strumento, secondo alcune fonti, era un congegno che consentiva all'esecutore, ogni volta che lo desiderasse, di caricare elettricamente le corde di ferro per alterare la qualità del suono, anche se non è chiaro quale fosse l'effetto ottenuto con una simile azione. Altre fonti sostengono invece che lo strumento usasse degli elettromagneti per mettere le corde di metallo in vibrazione, ma questa eventualità è ritenuta poco credibile in quanto l'induzione elettromagnetica è stata scoperta e studiata solo nella prima metà dell'Ottocento. Pare inoltre che lo strumento potesse dare a comando una scossa elettrica all'esecutore, per cui è possibile che in realtà lo strumento non facesse concreto uso dell'elettricità nell'emissione sonora ma fosse solo uno dei tanti scherzi basati su fenomeni elettrici, molto in voga nella nobiltà del Settecento.